# Lethrinops
Lethrinops es un género de peces de la familia Cichlidae y de la orden de los Perciformes. Es endémico del lago Malawi en África Oriental.

## Especies
- Lethrinops albus Regan, 1922
- Lethrinops altus Trewavas, 1931
- Lethrinops argenteus C. G. E. Ahl, 1926
- Lethrinops auritus (Regan, 1922)
- Lethrinops christyi Trewavas, 1931
- Lethrinops furcifer Trewavas, 1931
- Lethrinops gossei W. E. Burgess & Axelrod, 1973
- Lethrinops leptodon Regan, 1922
- Lethrinops lethrinus (Günther, 1894)
- Lethrinops longimanus Trewavas, 1931
- Lethrinops longipinnis Eccles & D. S. C. Lewis, 1978
- Lethrinops lunaris Trewavas, 1931
- Lethrinops macracanthus Trewavas, 1931
- Lethrinops macrochir (Regan, 1922)
- Lethrinops macrophthalmus (Boulenger, 1908)
- Lethrinops marginatus C. G. E. Ahl, 1926 (Roundhead Sandeater)
- Lethrinops micrentodon (Regan, 1922)
- Lethrinops microdon Eccles & D. S. C. Lewis, 1977
- Lethrinops microstoma Trewavas, 1931
- Lethrinops mylodon Eccles & D. S. C. Lewis, 1979
- Lethrinops oculatus Trewavas, 1931
- Lethrinops parvidens Trewavas, 1931
- Lethrinops stridei Eccles & D. S. C. Lewis, 1977
- Lethrinops turneri Ngatunga & Snoeks, 2003